# Madehurst
Madehurst är en ort och civil parish i Storbritannien.   Den ligger i grevskapet West Sussex och riksdelen England, i den södra delen av landet, 80 km söder om huvudstaden London. Madehurst ligger 69 meter över havet och antalet invånare är 120.
Terrängen runt Madehurst är huvudsakligen platt, men åt nordväst är den kuperad. Runt Madehurst är det tätbefolkat, med 636 invånare per kvadratkilometer. Närmaste större samhälle är Worthing, 17,4 km öster om Madehurst. Trakten runt Madehurst består i huvudsak av gräsmarker.